# Dittler Ferenc
Dittler Ferenc (? - ?) - építész.

## Életrajza
Tervező és kivitelező műépítészként, az ezredéves évfordulóhoz közelítő, fellendülő gazdasági időszakban jelentős középületek megvalósításában vállalt fontos szerepet a Kárpát-medence területén. Alkalmazott építésvezetőként – rövid három év alatt – építette fel az Alpár Ignác által tervezett Kereskedelmi Akadémia (ma Tengerészeti Egyetem) hatalmas, neoreneszánsz épületeit Fiumében, a Pannónia Szálló és Vigadó gyönyörű, szecessziós épületét Szatmárnémetiben, és egy középiskolát a felvidéki Zólyomban. Egyidejűleg számos középület, lakó- és ipari épület valósult meg tervei és irányítása szerint. Az ő munkája a Szatmárnémeti-ben felépült Tűzoltótorony is, valamint a tokodaltárói Szent Borbála templom is, melyet 1924-ben szenteltek fel, de munkái megtalálhatók még többek között Abbázia, Zágráb,Belgrád, Segesvár, Dés, Selmecbánya, Brassó, Nagyszeben, Kassa, Eperjes városokban is.
Abban az időben az országot megbénító trianoni döntés ellenére az élet újraindult a megcsonkított ország beszűkült határai között. A gazdaság alapjául szolgáló energiaipar számára új bányákat kellett megnyitni az elveszítettek helyett. A Magyar Általános Kőszénbánya Részvénytársaság. létesítményeinek a terveit is ő készítette az Esztergom-Dorog-Tokod térségben. Tokodaltáró község ekkor született, de más környékbeli települések részére is tervezett és épített (Esztergom, Dorog, Tokod, Nyergesújfalu, Csolnok, Sárisáp, Kocs, Úny, Péliföldszentkereszt).
Nagy szakmai felkészültségű és munkabírású, legendás tekintélyű ember volt megbízói, munkatársai és beosztottjai körében egyaránt. Hét gyermeke közül a hetedik szintén e szakmát választotta.